# داوربناه (مقاطعة تشرام)
داوربناه (بالفارسية: داورپناه) هي قرية تقع في قسم سرفارياب الريفي (مقاطعة تشرام) في إيران. يقدر عدد سكانها بـ 221 نسمة .